# IHRA Drag Racing
IHRA Drag Racing es una serie de videojuegos de carreras sobre drag racing publicados por Bethesda Softworks y desarrollados en colaboración con la International Hot Rod Association (IHRA).

## Desarrollo
Los juegos fueron desarrollados por Bethesda West, anteriormente conocida como Flashpoint Productions.

## Recepción
| Videojuego                          | GameRankings    | Metacritic      |
| ----------------------------------- | --------------- | --------------- |
| IHRA Motorsports                    | Sin información | Sin información |
| IHRA Drag Racing                    | Sin información | Sin información |
| IHRA Drag Racing 2                  | Sin información | Sin información |
| IHRA Drag Racing 2004               | Sin información | 40/100          |
| IHRA Professional Drag Racing 2005  | Sin información | 36/100          |
| IHRA Drag Racing: Sportsman Edition | Sin información | 35/100          |

Stephen Poole de GameSpot revisó IHRA Drag Racing para Microsoft Windows y lo calificó con un 5.3 de 10 y dijo que si dedicas mucho tiempo y paciencia al juego, ciertamente hay algo de diversión en IHRA Drag Racing. Desafortunadamente, debido a todos los problemas del juego, parece probable que no muchos jugadores se queden con él el tiempo suficiente para disfrutarlo.